# (9004) 1982 UZ2
(9004) 1982 UZ2 là một tiểu hành tinh nằm ở rìa ngoài của vành đai chính. Nó được phát hiện bởi Gregory Scott Aldering ở Đài thiên văn quốc gia Kitt Peak ở Arizona ngày 22 tháng 10 năm 1982.